# Фабий (трибун 64 пр.н.е.)
Фабий (на латински: Fabius) е политик на Римската република през втората половина на 1 век пр.н.е. Произлиза от фамилията Фабии.
През 64 пр.н.е. той е народен трибун с колега Квинт Муций Орестин. Консули тази година са Луций Юлий Цезар IV и Гай Марций Фигул.